# Чухур-Саад
Чухур-Саад, Чохур-Саад, Чухурсаад, Араратская область, Ереванская провинция — в XV—XVIII вв. историческая область и административная единица — беглербегство в составе государства Кара-Коюнлу и Сефевидов. Включала в себя большую часть территории исторической Восточной Армении. В XVI веке беглербегами Чухур-Саада назначались эмиры из кызылбашского племени устаджлу, которые переселились в Ереванскую область в том же столетии.
В настоящее время этой области приблизительно соответствуют территории Республики Армения и Нахичеванской АР Азербайджана.

## Происхождение и локализация топонима
Название «Чухур-Саад» состоит из тюркского Чухур — впадина (в данном случае долина) и Саад. Смысловое значение термина — Долина (принадлежащая) Саад-у. Источники связывают происхождения термина Саад с именем эмира Саада, главы огузского племени саадлу, из состава племенной конфедерации Кара-Коюнлу, которые были оттеснены из Средней Азии в Переднюю Азию вторжением монголов. Предки племени саадлу, согласно И. Шопену, переселились в Армению после уничтожения Конийского султаната в XIV веке. Власть эмира Саада, а в последующем его сыновей и внуков, на этих территориях длилась до 30-х гг. XV века. Данные некоторых рукописей позволяют утверждать, что с 1411 года, если не раньше, в этой области правил Пир-Хусейн, сын эмира Саада. 
В период его правления границы, основанного его отцом эмирата расширились, за счёт включения сюда города Карса и его окрестностей. В исторических записях особо отмечены строительные работы, проводимые Пир-Хусейном, преимущественно по восстановлению Карса, а также в других областях вилайета. Каменная гробница села Аргаванд относится к числу ценных образцов таких строений.
Топоним «Чухур-Саад» отмечен источниками еще в XV веке, например «Китаби-Диарбакириййа». Чухур-Саад географически относится к долине по обоим берегам Аракса, и охватывал части исторических армянских провинций Айрарат, Гугарк и Васпуракан. Согласно персидскому историку Искандеру Мунши, Карс лежит между Чухур-и Саадом и Эрзурумом. Чухур-Саад соседствует с Ахиска (Ахалцихом).
В армяноязычных письменных источниках XV-XVIII веков, беглярбекство Чухур-Саада, упоминается под названиями «Араратская область», или «Араратская страна», в европейских источниках того же периода частно можно встретить в форме «Ереванская (или Эриванская) провинция».

## Население
В конце XVI века на территории беглярбекства насчитывалось порядка 200,000 дворов оседлого населения (около 1,000,000 человек), в абсолютном большинстве состоявшее из армян , подчинённых Араратскому патриарху (католикосу всех армян), резиденция которого с начала IV века до ХI века находилась в пределах этой области, а затем, после четырех веков переноса в другое место, вернулась обратно в эту область (18 км к западу от центра Еревана) в середине ХV века (1441 году) и находилась здесь до конца существования беглярбекства. В административном центре - Ереване, согласно османской переписи того же конца XVI века, армяне составляли 92,8% от общего населения. Насильственное переселение от 250 000 до 300 000 армян из Араратской провинции (Чухур-Саада) в Персию, персидским шахом Аббасом I, осуществлённое в начале XVII века, резко сократило армянское население региона. На места проживания изгнанных армян из разных регионов Ближнего Востока переселялись кочевые курды и тюрки. Тем не менее, уже в начале XVIII века, в пределах беглярбекства насчитывалось ок. 100,000 дворов постоянного армянского населения (ок. 500,000 человек), подчиненного Араратскому патриархату, которые в 1720-1730 годах подняли массовое вооруженное восстание против Персидской империи, с целью восстановления независимости Армении ожидая прихода военной помощи от Российской империи. Однако, восстание армян было жестоко подавлено регулярными войсками как Османской империи, так и различных вооруженных мусульманских отрядов Персии, что привело к ликвидации меликств - армянских автономных единиц, образовании на их месте новых единиц - ханств, и массовому исходу армянского населения из региона. 
В результате к концу существования беглярбекства в середине  XVIII века, общее население сократилось до ок. 160,000 человек, из которых 80,000 армян, и такое же число курдского, тюркского и персидского населения. То есть за короткий период с 1720 по 1740 годы, население провинции сокращается в 3 раза, в том числе численность армян - в более чем в 6 раз (с 500,000 в 1720 году до 80,000 в 1740 году).

## История

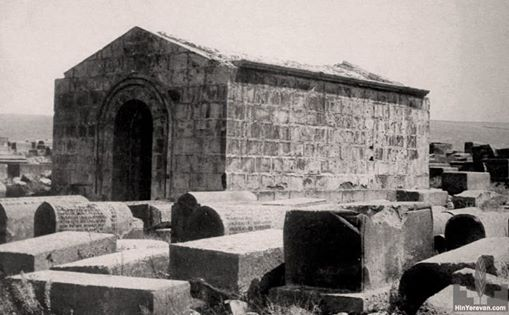
Усыпальница католикоса всех армян Мовсеса III Татеваци в центре Еревана, построенная в 1632 году и расположенное рядом с ней армянское кладбище IV - XIII веков

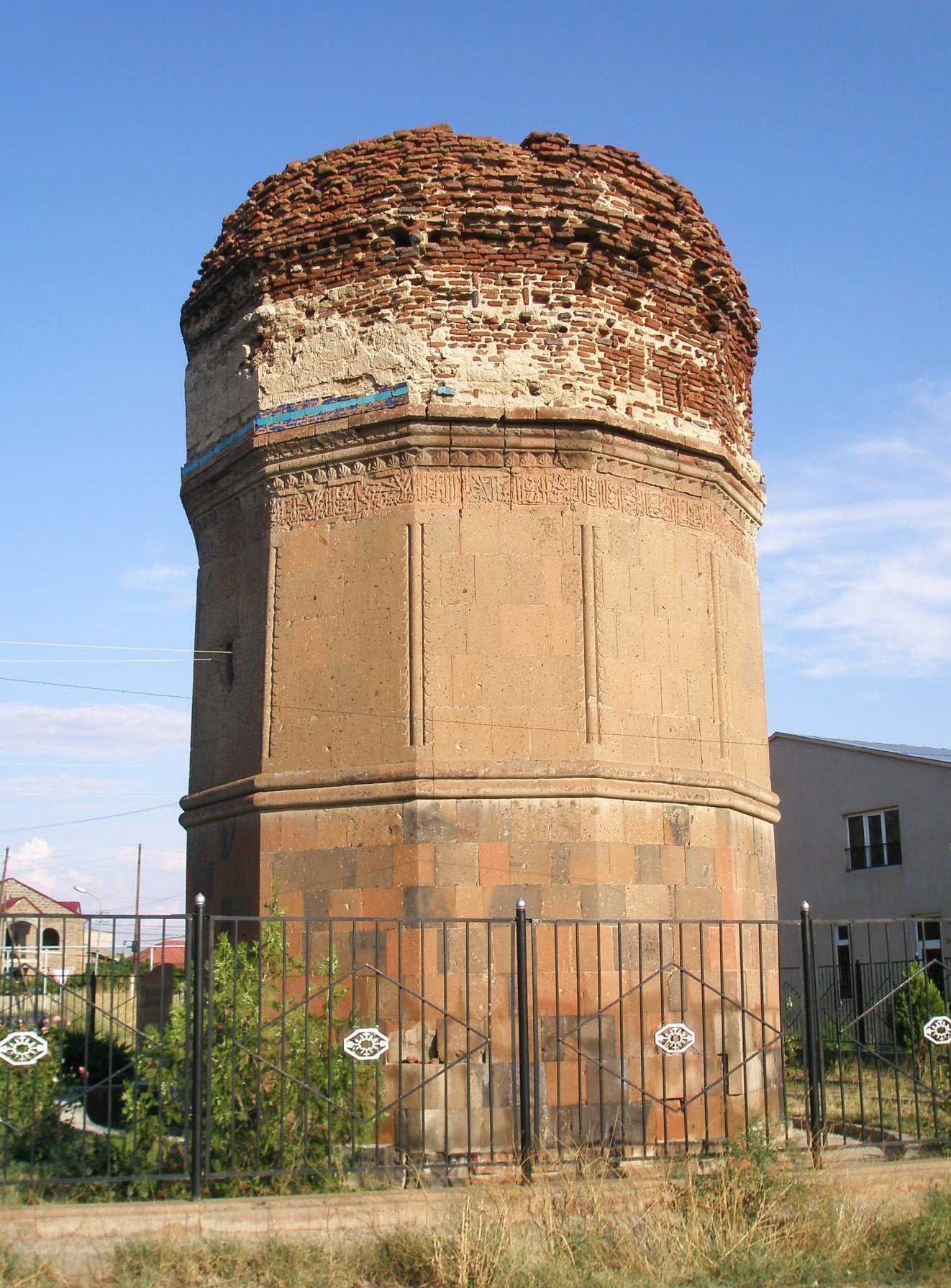
Каменная гробница, построенная в период правления Пир-Хусейна (село Аргаванд, бывший Джафарабад)

Историк Хасан-бек Румлу сообщает, что сын Кара Юсуфа Мирза Искандер прошёл через Кагизма и вступил в Чухур-Саад. Предполагается, что в годы правления Искандера его репрессиям, наряду с другими феодалами, подверглись и эмиры Саадлу и некоторое время в области не было местных князей. Это продлилось до вступления на престол Джаханшаха, который восстановил в правах феодалов, подвергшихся преследованию при его брате. Согласно Шараф-хану Бидлиси, некий Хусейн Саадлу с собственным войском участвовал в походе Джаханшаха на Хорасан и после завоевания Астарабада некоторое время являлся правителем данного вилайета. Этот факт свидетельствует, что в период правления Джаханшаха Саадлу удалось восстановить свои княжеские права и они заняли важное место в военно-феодальной иерархии. Также Хасан-бек Румлу упоминает это название при описании похода Исмаила Сефеви и столкновения с войском Альвенда Ак-Коюнлу, где указывается, что оно произошло в Чухур-Сааде, в местности Шарур. После XV века, по экономическим соображениям, эти территории входили в состав крупной административной единицы, с центром в Тебризе, под названием «Азербайджан». Эта подчинённость носила лишь финансово-административный характер. В одной из хранящихся в Матенадаране и датируемой 1428 годом грамоте сообщается: 
...это является полной третьей частью всего села, — со всеми его четырьмя границами, — называемого Учкилиса, из сел нахии Карби, которая находится в [подчиненном] стране Азербайджан вилайете Чухур-Са’д, из районов Грузии, — да оградит его бог от испытаний и случайностей времени...
С приходом к власти династии Сефевидов весь Иран и прочие страны, непосредственно подчиненные кызылбашам, были разделены на ульки (феодальные наделы) между главами тех или иных племен. В то же время обширные территории передавались в пользование воинам из этих племён. С таких территорий старое население, как правило, изгонялось. Так происходило, в частности, в Армении. Так в XVI веке в Эриванскую область были поселены части тюркских кызылбашских племен устаджлу, алпаут и байят, при шахе Аббасе I были поселены также племена ахча-коюнлу каджар; ещё раньше здесь утвердились курдские племена чамишкизек, хнуслу и пазуки.
Со времени создания государства Сефевидов область Чухур-Саад была преобразована в беглербегство (провинцию) со столицей в Эривани. Будучи самостоятельными политико-административными единицами, беглербегство Чухур-Саад, вместе с Тебризским, Ширванским и Карабахским беглербегствами, имели общее руководство с точки зрения налогово-финансового подчинения и отчитывались перед визирем северо-западной области, или «Азербайджана». При этом как отмечает выдающийся русский востоковед В. Ф. Минорский, употребление термина «Азербайджан» для беглербегств Чухур-Саад, Карабах и Ширван географически неуместно и неверно, так как они располагались за пределами исторического Азербайджана.
В XVI веке Чухур-Саад передаётся в качестве улька кызылбашскому племени Устаджлы, а область, вплоть до османского завоевания, становится их наследственным владением. Тогда же Чухур-Саад был заселён тюркскими огузскими племенами алпаут и баят. По словам Аббаскули-ага Бакиханова, «Шах Исмаил переселил из Ирака племя Баят частью в Эриван, а частью в Дербенд и Шабран, чтобы усилить местных правителей». Уже к тому времени местная армянская знать была полностью истреблена. После смерти Исмаила Сефеви, в период междоусобных войн, в Чухур-Сааде также обосновалось племя Румлу.
Первым беглербегом Чухур-Саада был Бадр-хан Устаджлу, а затем Шахкули-хан Устаджлу.
С 1587 года беглербегом области стал Мухаммед-хан Тохмаг Устаджлы, один из виднейших полководцев Сефевидской эпохи.

После освобождения этих земель от османской оккупации, при шахе Аббасе, беглербегство вновь было восстановлено и заселено племенем ахча-койюнлу каджар. Просуществовало вплоть до падения династии Афшаров в Иране. Впоследствии на территории Чухур-Саада были образованы Нахичеванское и Эриванское ханства. 
Несмотря на войны, вторжения и переселения, армяне, вполне вероятно, вплоть до XVII века всё ещё составляли большинство населения Восточной Армении, однако насильственное переселение от 250 000 до 300 000 армян персидским шахом Аббасом I резко сократило армянское население региона.

## Список беглербегов Чухур-Саада
После повторной оккупации Восточной Армении Сефевидами между 1604—1606 годами, беглербегом Эривани был назначен Амиргуна-хан из племени ахча-коюнлу каджар. До начала XVI века это племя находилась в составе туркменских племен Ак-Коюнлу а позднее вошла в состав кызылбашей. Ахча-коюнлу каджары переселились в Ереванскую область при шахе Аббасе I. Несмотря на то, что Амиргуну-хана сменил сын Тахмасп-кули-бек, их потомкам не удалось закрепиться надолго в этой области. Так, начиная с 1640-х годов беглербегами назначались как потомки Амиргуны-хана так и других эмиров, а именно выслужившихся шахских гулямов.
- Амир Гуна-хан Каджар (1604—1628).
- Тахмасп Кули-хан (1628—1635).

1635—1636 османская оккупация.
- Калбали-хан (1636—1641).
- Кетух Ахмад-хан (1641—1645).
- Хосров-хан (ок. 1645—1650).
- Мухаммед-хан (ок. 1650—1655).
- Наджаф-хан (ок. 1655—1660).
- Аббас Кули-хан (ок. 1660—1665).
- Сефи Кули-хан I (ок. 1655—1670).
- Сефи Кули-хан II (ок. 1670—1675).
- Заал-хан (ок. 1675—1680).
- Муртаза Кули-хан (ок. 1680—1682).
- Мухаммед-хан (1682—1688).
- Фарзали-хан (1693).
- Аллах Кули-хан (1695—1698).
- Фарзали-хан (1700), 2-й срок.
- Мохаммед-хан (1704).
- Абдуль-Масуд (1705).
- Мухаммад-Али Хан Дагистани (?—1716).
- Безымянный сын предшественника (1716—?).
- Мехрали-хан (1719—1723).
- Махмуд Кули-хан (1723).

1724—1735 османская оккупация.
- Тахмасп Кули-хан (ок. 1736—1740).
- Махмуд Кули-хан (ок. 1740—1745).

## Список Араратских патриархов (католикосов всех армян)
Армянское население, составлявшее большинство в Араратской провинции (Чухур-Сааде) в административном смысле подчинялось местным армянским меликским родам, которые в свою очередь подчинялись ханам, а в более широком смысле - католикосам всех армян, которые в источниках того периода именовались "Араратскими патриархами" и в подчинении которых находилась территория в границах Чухур-Саада со всем его христианским населением, которое платило налоги в местные многочисленные приходы Армянской Апостольской церкви, а те, в свою очередь передавали средства в казну Араратскому патриарху, резиденция которого находилась в пригороде Еревана - Вагаршапате. Резиденция в Араратской области была основана в 301 году  и находилась здесь на протяжении 756 лет, вплоть до 1057 года , и после временного переноса в Малую Азию, вновь вернулась в Араратскую область в 1441 году, где находится до наших дней.
- Григор VIII (Хандсгат) (1411—1418)
- Погос II (1418—1430)
- Константин VI (Вагаци) (1430—1439)
- Григор IX (Мусабегиян) (1439—1441)
- Киракос I (1441—1443)
- Григор X (1443—1465)
- Аристакес II (Аротакал) (1465—1469)
- Саркис II (Аджатар) (1469—1474)
- Ованес VII (1474—1484)
- Саркис III (Мусаил) (1484—1515)
- 3акария II (1515—1520)
- Саркис IV (1520—1536)
- Григор XI (1536—1545)
- Степанос V (1545—1567)
- Микаел I (1567—1576)
- Григор XII (1576—1590)
- Давид IV (1590—1629)
- Мовсес III (1629—1632)
- Пилипос I (1633—1655)
- Акоп IV (1655—1680)
- Егиазар I (1681—1691)
- Нахапет I (1691—1705)
- Александр I (1706—1714)
- Аствацатур I (1715—1725)
- Карапет II (1726—1729)
- Абраам II (1730—1734)
- Абраам III (1734—1737)